# Lorenz Scholz von Rosenau
Lorenz Scholz von Rosenau, latinisiert auch Laurentius Scholtz und Laurentius Scholz (* 20. September 1552 in Breslau; † 22. April 1599 ebenda) war ein deutscher Botaniker und Arzt.

## Leben
Lorenz Scholz war Sohn eines gleichnamigen Breslauer Apothekers, besuchte nach seiner klassischen Ausbildung an der Elisabethschule in Breslau von 1572 bis 1576 die Universität in Wittenberg.
Dort sowie in Padua, wo er sich am 18. Juni 1576 immatrikulierte, und Bologna, wo bereits botanische Gärten existierten, studierte er 1572–78 Medizin und andere Naturwissenschaften.
1579 unternahm er mit mehreren Landsleuten, dem Breslauer Niklas von Rhediger, Johann Matthäus Wacker von Wackenfels und Martin Schilling, eine Bildungsreise (Kavaliersreise) durch Italien. In Mailand trennten er und Schilling sich von der Gruppe und reisten nach Südfrankreich, wo Scholz an der Universität Valence zum Doktor der Medizin und Philosophie promoviert wurde.
Nach Schlesien zurückgekehrt, heiratete Scholz die Breslauer Pastorentochter Sara Aurifaber. Ab 1580 praktizierte er in Schwiebus und in Freystadt in Schlesien als Arzt. Er beschäftigte sich in besonderem Maße mit der Erforschung der Pest und verfasste eine Pestordnung, die 1581 in Breslau gedruckt wurde. Ab 1585 praktizierte er auf Dauer in Breslau. Im gleichen Jahr verlieh ihm der kaiserliche Pfalzgraf Crato ein Wappen. Als Anerkennung für seine erfolgreichen Maßnahmen gegen die Pest wurde er 1596 als „Scholz von Rosenau“ in den böhmischen Adelsstand erhoben. 1599 starb Scholz von Rosenau an Tuberkulose.
Berühmt wurde er durch die Übersetzung und Herausgabe von Schriften berühmter griechischer, arabischer sowie zeitgenössischer Ärzte. So stellt etwa sein Werk Aphorismorum medicinalium cum theoreticorum tum practicorum sectiones VIII (medizinische Aphorismen) von 1589 ein Kompendium der gesamten Medizin seiner Zeit dar.
Als Botaniker galt sein besonderes Interesse den aus Amerika und Asien neu eingeführten exotischen Pflanzen, die er ab 1587 in großer Zahl in seinem Breslauer Garten kultivierte und in einem von dem Breslauer Maler Georg Freyberger illustrierten Katalog zusammenstellen ließ. Er stellte zwei Pflanzeninventare auf, die 1587 und 1594 in Breslau gedruckt wurden. Scholz' Garten umfasste eine Fläche von etwa drei Hektar und war durch Hauptwege in vier Quadrate gegliedert; in der Mitte befand sich ein Gebäude, das als Kunstkammer und Speisezimmer diente. Hier veranstaltete er heitere Blumenfeste, zu denen er ausgewählte Persönlichkeiten einlud. Auch die Kartoffel wurde in seinem Garten kultiviert. Wiederentdeckt wurde um 1890 der Garten vom Botaniker Ferdinand Julius Cohn.

## Schriften
- Aphorismorum medicinalium. Scharffenberg, Breslau 1589.
- Catalogus arborum, fruticum et plantarum. Breslau 1594.
- Consiliorum medicinalium, conscriptorum à praestantiss. atque exercitatiss. nostrorum temporum medicis. Wechelus, Marnius & Aubrius, Hanau 1610 (online)
- Epistolarum Philosophicarum Medicinalium, Ac Chymicarum à Summis nostrae Aetatis Philosophis ac Medicis Exaratarum, Volumen. 2. Auflage, Wechelus, Hanau 1610 (online).